# Corregidora
Corregidora è una municipalità dello stato di Querétaro, nel Messico centrale; il capoluogo è la città di El Pueblito.
La popolazione della municipalità è di 143.073 abitanti e ha una estensione di 246 km².

### Area archeologica di El Cerrito

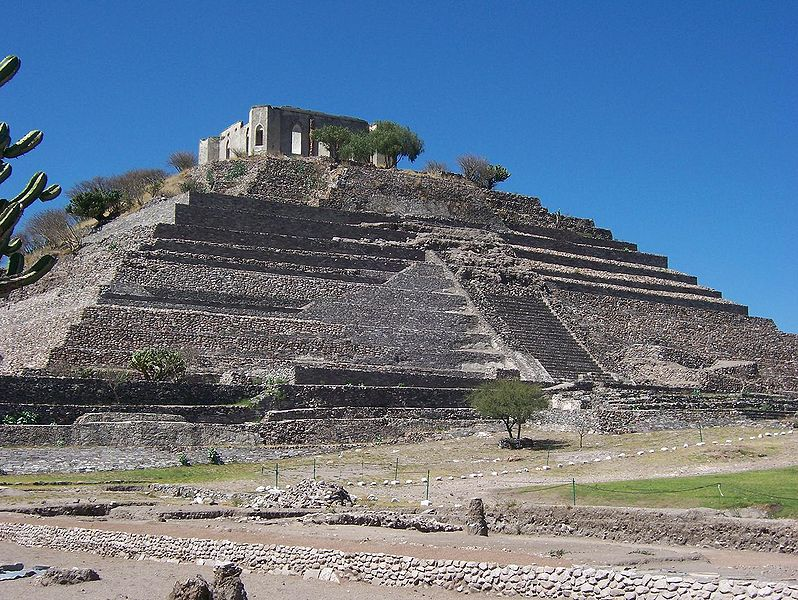
Piramide di El Pueblito, nell'area archeologica di El Cerrito